# Rancho Blanco, Guerrero
Rancho Blanco är en ort i Mexiko.   Den ligger i kommunen Guerrero och delstaten Chihuahua, i den nordvästra delen av landet, 1 300 km nordväst om huvudstaden Mexico City. Rancho Blanco ligger 2 181 meter över havet och antalet invånare är 103.
Terrängen runt Rancho Blanco är huvudsakligen lite kuperad. Rancho Blanco ligger nere i en dal. Runt Rancho Blanco är det mycket glesbefolkat, med 7 invånare per kvadratkilometer. Närmaste större samhälle är Temechi, 15,7 km öster om Rancho Blanco. Omgivningarna runt Rancho Blanco är i huvudsak ett öppet busklandskap.